# Concha Espina

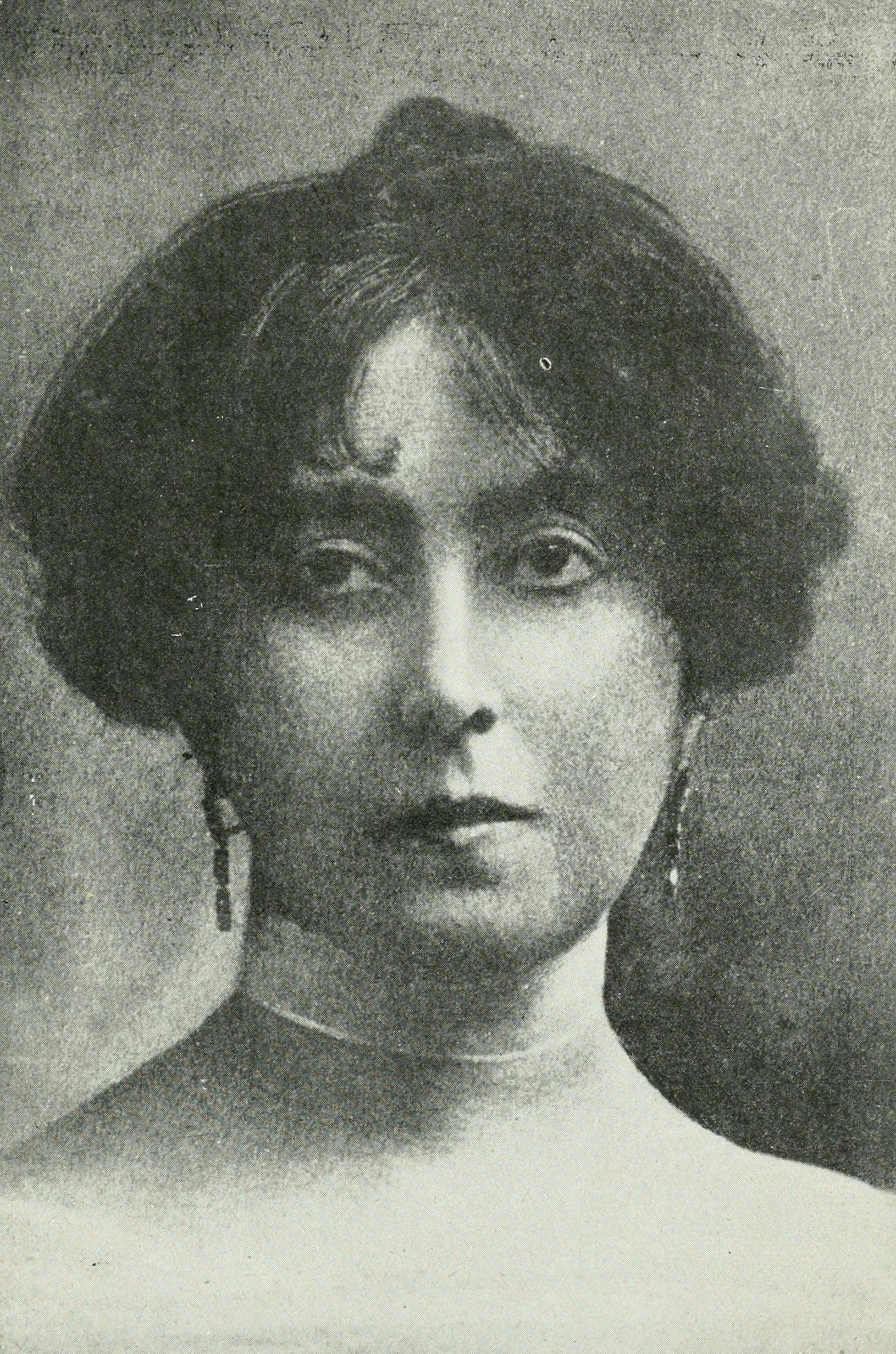
Concha Espina.

María de la Concepción Jesusa Basilisa Rodríguez-Espina y García-Tagle, coneguda com a Concha Espina (Santander, 15 d'abril de 1869 - Madrid, 19 de maig de 1955), va ser una escriptora espanyola. Va ser nominada al Premi Nobel de Literatura en tres ocasions.

## Biografia
María de la Concepción Jesusa Basilisa Rodríguez-Espina y García-Tangle va néixer el 15 d'abril de 1869 a la ciutat càntabra de Santander. Filla d'una família conservadora, acomodada i catòlica, va ser educada en un entorn que va influir en la seua sensibilitat i vocació literària des d'una edat molt primerenca. Va ser filla de Víctor Rodríguez Espina y Olivares i d'Ascensión García Tangle y de la Vega. Al cap de 13 anys, a causa de la ruïna del negoci del seu pare, es va traslladar amb la seua àvia materna a Mazcuerras (Cantàbria), on va començar cultivant la seua afició per la poesia.
Als dinou anys va publicar el seu primer poema, «Blau», sota el pseudònim d'Ana Coe Schnip a la revista El Atlántico. Aquesta publicació va ser només l'inici d'una prolífica carrera poètica, que va incloure tres poemaris: Mis flores (1904), Entre la noche y el mar (1933) i La segunda mies: versos (1943).
Després de la mort de la seua mare es va traslladar a Ujo, Astúries, i dos anys més tard es va casar amb Ramón de la Serna y Cueto, pertanyent a una família adinerada amb negocis a Xile. La parella es va traslladar a Xile a la recerca de solucionar els problemes financers de la família de Ramón, però es van trobar amb la fallida dels negocis. La difícil situació econòmica va portar Concha Espina a cercar oportunitats com a escriptora, i va començar a publicar els seus escrits en diversos periòdics i revistes, com El Porteño i El Correo de Buenos Aires. El diari barceloní La Vanguardia  li va publicar més d’un centenar d’articles entre el 1917 i el 1926.
A Xile va néixer el seu primer fill, Ramón, i en 1896, Víctor. No obstant això, després de descobrir que no hi havia or, van tornar a Espanya gairebé sense diners. A Espanya va néixer José, que morí al cap de pocs anys, i el març de 1903 va néixer Josefina. A partir d'aquest moment Espina va començar a escriure per mantenir la seva família, malgrat que el seu marit no acceptés que fos ella qui portés diners a casa; pocs anys després acabarien divorciats.
En 1907 va guanyar un concurs literari organitzat per la revista santanderina La Setmana amb el conte «El Rabión», marcant el començament del seu èxit com a escriptora. Aquest mateix any va començar a escriure la seva primera novel·la, La niña de Luzmela. El seu estil literari es caracteritzava per una prosa polida i rica en vocabulari i matisos poètics. Com diu Teresa Amiguet: “Autora prolífica, va aconseguir el seu primer èxit amb la novel·la  La niña de Luzmela (1909), en què provava d’analitzar la psicologia femenina. Coherent, volia més poder per a les dones sense menysprear la tradició.”
Concha Espina va ser una figura destacada als cercles literaris de l'època. Organitzava tertúlies setmanals a Madrid, conegudes com «els dimecres de Concha Espina», on es reunien intel·lectuals de renom com Antonio Maura, Ortega y Gasset, Ricardo León, Antonio Machado, Gerardo Diego, Federico García Lorca i Pilar Valderrama.
El 1938 Espina va començar a perdre la vista i, tot i que es va sotmetre a una operació, va quedar completament cega pocs anys més tard. No obstant això, no va deixar d'escriure i diverses de les seves obres van ser adaptades al teatre i al cinema. Va morir als vuitanta-sis anys, el 19 de maig de 1955 a Madrid.
La seva dedicació incansable, la seua lluita per la igualtat i el seu talent creatiu la van convertir en una figura destacada de l'Edat de Plata de la literatura espanyola i un exemple a seguir per a futures generacions d'escriptores.
Entre molts altres premis i honors, en 1914 i en 1924 va rebre premis de la Reial Acadèmia Espanyola per La esfinge maragata i Tierras de Aquilón respectivament. A més, en aquest últim any, va ser nomenada filla predilecta de Santander, i a tal efecte s'erigí al 1927 un monument dissenyat per Victorio Macho i inaugurat per Alfons XIII, que també la va nomenar dama de la Orde de les Dames Nobles de la Reina Maria Lluïsa. Eixe mateix any li va ser concedit el Premi Nacional de Literatura per la seua obra Altar major. Així mateix, va arribar a ser candidata en tres ocasions consecutives al Premi Nobel de Literatura (1926, 1927 i 1928). El primer any va perdre per un sol vot i el guardó el va rebre la italiana Grazia Deledda.
En 1948 el poble de Mazcuerras va adoptar oficialment el nom de Luzmela, quan es va celebrar allí a la seua casa la cerimònia d'imposició de la banda i gran creu de l'Orde d'Alfons X el Savi. El 8 de febrer de 1950 va rebre la Medalla al Mèrit en el Treball.